# Spiradiclis scabrida
Spiradiclis scabrida är en måreväxtart som beskrevs av Ding Fang och D.H.Qin. Spiradiclis scabrida ingår i släktet Spiradiclis och familjen måreväxter. Inga underarter finns listade i Catalogue of Life.